# 皮连加河 (特莫夫斯科耶区)
皮连加河（俄语：Река Пиленга）是萨哈林州特莫夫斯科耶区的河流，源起白皮连戈夫斯基山，长63公里，流域面积440平方公里，在距河口164公里处注入特米河。宽20米，深0.6米，流速0.7米每秒。

## 引用
1. ↑  М·Г·瓦西科夫斯基. . 列宁格勒: 气象出版社. 1973 （俄语）.
2. ↑  . 国家水登记处.   [2024-01-03]. （原始内容存档于2024-01-03） （俄语）.